# Åbent vand-svømning
Åbent vand-svømning, åbentvandssvømning eller (i rette sammenhæng) havsvømning er svømning, der foregår i åbent vand. Med andre ord foregår det ikke i et bassin, men i havet, søer, floder, åer og lignende. Åbent vand-svømning foregår over hele verden, hvor vandet er rent nok til at der kan svømmes i det. I koldt vand benyttes ofte våddragt for at undgå hypotermi. Dette er dog ikke tilladt i følge FINAs regler om svømning i åbent vand. Så ved mesterskaber og lignende må der derfor kun bruges almindeligt svømmetøj, som ikke er isolerende. Ved svømmearrangementer i åbent vand er distancerne oftest længere end ved konkurrencer i bassin. Det er almindeligt at se distancer på 1–10 km. Det er også populært at svømme på en bestemt geografisk lokalitet; det mest kendte eksempel er nok den ca. 34 km lange tur over Den Engelske Kanal.

## Historie

### Før 1800-tallet
Mennesket har boltret sig i vand længe før der opstod svømmehaller og kunstige bassiner. I et gravsted ved Paestum i Italien blev der i 1968 fundet en tegning på indersiden af en sarkofag, dateret til det 6. århundrede f.Kr., som viser en mand, der springer ud fra en stenvæg og ned i vand. Den første bog om svømning, De arte natandi libri duo af Everard Digby, udkom på latin i 1587. Kobberstik fra 1628 af Oliviero Gatti viser børn, der lærer at svømme i en flod. De har hjælpemidler på ryggen, som minder om nutidens svømmebælter, der øger flydeevnen. I 1658 skrev William Percey The Compleat Swimmer, som anses for at være en oversættelse af Digbys bog fra latin til engelsk. I den findes illustrationer af børn og voksne, som svømmer i floder og have. I 1726 svømmede den senere amerikanske politiker, Benjamin Franklin, mens han boede i London, 5,5 km i Themsen. På turen demonstrerede han svømning og figurer i vandet. London Times rapporterede i 1791 om en svømmekonkurrence med tre deltagere, som foregik i Themsen mellem Westminster Bridge og London Bridge. Det fortælles, at vinderen efterfølgende drak så meget gin, at han døde af det.
Der kendes til en lang række eksempler på personer, som har gennemført en svømmedistance i åbent vand.

### 1800-tallet
I 1810 skrev den engelske digter George Gordon Byron om sin svømmetur over Dardanellerne (daværende Hellespont) i digtet Written After Swimming from Sestos to Abydos. Senere, i 1816, svømmede han fra Lido i Venedig og hele vejen gennem Canal Grande, en tur på ca. 7,2 km som tog ham 3 timer og 45 minutter.
I den sidste halvdel af 1800-tallet var der en række forsøg på at krydse Den Engelske Kanal. I 1872 annoncerede den engelske svømmer J. B. Johnson, at han ville forsøge at svømme over kanalen. Det var planlagt til den 23. august, men på dagen var vejret dårligt, og svømmeturen måtte udsættes. Dagen efter kunne svømmeturen foretages, og han svømmede i ca. en time, før han stoppede og forlod vandet. Det næste forsøg blev gjort af amerikaneren Paul Boyton i 1875. Han havde designet et specielt sæt livreddende tøj med sejl, som han havde på. Under hans svømmetur kom følgebåden ud af kurs og kaptajnen vidste ikke, hvor de var. Derfor var Boyton nødt til at afbryde turen. Han gennemførte dog senere på året, og gennemførte også en tur den modsatte vej (fra Frankrig til England). Den første svømmetur uden hjælpemidler blev gennemført den 24.-25. august 1875 af Matthew Webb.
Den 2. september 1884 svømmede Horace Davenport fra East Southsea, Portsmouth til Isle of Wight og tilbage igen. Den totale distance var ca. 13,6 km, og det tog Davenport 5 timer og 25 minutter.
I 1800-tallet begyndte der at dukke svømmeklubber op, og da der stadig ikke var mange bassiner, blev svømningen henlagt til havet og søer. Ved de første Olympiske Lege i nyere tid i Athen, 1896, var svømning på programmet. Her blev der svømmet i havet, da arrangørerne ikke ville bruge penge på et bassin. Der blev svømmet 100 m, 500 m og 1200 m fri svømning.

### 1900-tallet
Ved Sommer-OL i Paris 1900 og i St. Louis 1904 blev der, som i 1896, svømmet i åbent vand. I Paris foregik svømmekonkurrencerne i Seinen og i St. Louis i en mindre sø.
Efter Webbs tur over Den Engelske Kanal, var der en periode, hvor der ikke var meget opmærksomhed omkring åbent vand-svømning og kanalsvømningen. Det kom der igen i 1926, da Gertrude Ederle som den første kvinde krydsede kanalen, og samme år krydsede også den første danske svømmer, Mille Gade, kanalen. Året efter, i 1927, blev den første store åbent vand-konkurrence med pengepræmier afholdt i Californien. Det var Wrigley Ocean Marathon Swim over San Pedro-kanalen, som blev arrangeret af William Wrigley, Jr. i et forsøg på at trække besøgende til øen Santa Catalina, fra hvilken konkurrencen startede. Han inviterede blandt andre Eberle, men hun afslog.
I Danmark blev Jenny Kammersgaard berømt for sine lange svømmeture i 1930'erne. Hun var den første, der svømmede fra Sjællands Odde til Grenaa i 1937, en bedrift som blev bemærket i udlandet, og bl.a. indbragte hende et lykønskningsbrev fra Adolf Hitler.
Den formodet koldeste åbent vand-svømmetur stod amerikaneren Lynne Cox for, da hun i 1987 som den første og hidtil eneste svømmede den 4,34 km lange tur i Beringstrædet mellem Lille Diomede Ø ud for USA's kyst til Store Diomede Ø i det daværende Sovjetunionen. Vandtemperaturen var mellem 4 og 8 °C.
I 1991 blev der for første gang afholdt verdensmesterskaber i åbent vand-svømning på distancen 25 km. I 1998 blev 5 km-distancen indført. VM i åbent vand blev afholdt samtidig med VM i bassin, som finder sted hvert 2.-3. år.

### I dag
I dag findes der året rundt så mange åbent vand-konkurrencer og motionsarrangementer, at der laves Top 100-lister over åbent vand-arrangementer. Der er arrangementer for enhver smag og ethvert temperament, og ofte ses motionister svømme side om side med konkurrencesvømmere og triatleter.
I 2000 blev der arrangeret VM i åbent vand, selvom det ikke var VM-år for svømning i bassin. På programmet var på 5, 10 og 25 km. Siden har der været afholdt VM i åbent vand hvert år med alle tre distancer på programmet. I 2008 var åbent vand-svømning på OL-programmet for første gang.

## Professionel åbent vand-svømning
Der registreres ikke rekorder i åbent vand-svømning, da de tider, der opnås, er meget afhængige af forholdene på den dag, hvor der svømmes. Både vind, temperatur og strøm påvirker svømmernes præstationer, og disse omstændigheder kan ændre sig fra dag til dag selv på samme lokalitet. Men der afholdes europa- og verdensmesterskaber, ligesom der afholdes en lang række konkurrencer for professionelle svømmere, hvor der er pengepræmier til vinderne.

### Verdensmesterskab
Det første verdensmesterskab (VM) i åbent vand-svømning fandt sted i Perth, Australien i 1991, samtidig med VM i bassin. Ved det første VM blev der svømmet 25 km for både damer og herrer. Danmark havde en enkelt deltager, Karl Emil Madsen, med, som dog ikke var udtaget til at deltage, men selv betalte for sin rejse og deltagelse. Karl Emil Madsen sluttede som nr. 25, og er hidtil den eneste danske deltager ved et VM i åbent vand.
Ved det tredje VM (i 1998) blev programmet udvidet med en distance, 5 km. Den tredje distance, 10 km, kom på programmet i 2000, hvor VM i åbent vand-svømning for første gang ikke foregik sideløbende med VM i bassin.
Siden 2000 er der årligt blevet afholdt verdensmesterskaber i åbent vand-svømning. De år, hvor der er VM i bassin, afholdes VM i åbent vand samtidig. Der svømmes tre distancer: 5 km, 10 km og 25 km, og der kåres vindere for både herrer og damer på alle tre distancer.
Der svømmes også verdensmesterskab i åbent vand-svømning for masters (svømmere der er 25 år og ældre). Her konkurreres der på 3 km for både damer og herrer.

### Åbent vand-svømning til OL
Åbent vand-svømning var officielt på Sommer-OL-programmet for første gang i Beijing. Distancen var 10 km, og der deltog 25 mænd og 25 kvinder. Der blev kun svømmet finaler, hvor alle kvalificerede svømmere startede samtidig – dog svømmede herrer og damer for sig. Kvalifikationen til OL i 10 km sker efter følgende regler:
1. De ti bedst placerede herrer og damer ved det senest afholdte VM i 10 km åbent vand-svømning er automatisk kvalificerede.
2. En herre og en dame fra hvert kontinent udtages, såfremt de ikke allerede er sikret kvalifikation jf. 1.
3. Værtsnationen må stille med en deltager af hvert køn, såfremt der ikke allerede er kvalificerede svømmere fra landet jf. 1. og 2.
4. De resterende pladser tildeles, ved et særligt udtagelsesarrangement, til svømmere, fra lande, som ikke i forvejen har kvalificerede svømmere.

Distancen blev svømmet i vandet ved Shunyi olympiske ro- og kajakstadion, hvor også konkurrencerne i roning samt kano og kajak fandt sted. De første olympiske mestre i åbent vand-svømning blev Larisa Iltjenko fra Rusland og Maarten van der Weijden fra Holland. Ved OL i London skal konkurrencen i åbent vand svømmes i søen The Serpentine i Hyde Park.
Hvis triathlon medregnes, var der åbent vand-svømning på OL-programmet allerede fra 2000, idet den olympiske triathlondistance indeholder 1500 m svømning i åbent vand.

### FINA 10KM Marathon Swimming World Cup
Ved world cup'en svømmes der 10 km i åbent vand på forskellige lokaliteter rundt om i verden. Ved world cup'en i 2009 var der planlagt 14 konkurrencer, hvoraf dog to blev aflyst. Til hver afdeling af world cup'en er der en præmiesum på 20.000 dollar, som fordeles på de otte bedst placerede svømmere, således at nr. 1 til 8 modtager henholdsvis 2500, 2000, 1500, 1200, 1000, 800, 600 og 400 dollar. Desuden findes en samlet vinder for både herrer og damer ved undervejs at tildele point til svømmerne efter deres placeringer.
I august 2009 blev der afholdt en afdeling af world cup'en i København samtidig med Christiansborg Rundt.

### Triathlon
Svømmedelen af en triathlondistance foregår som oftest i åbent vand. Ved det prestigefyldte Hawaii Ironman svømmes 3.800 m i havet inden cykelløbet og det efterfølgende marathonløb. I Californien afholdes hvert år Escape from Alcatraz-triathlon, hvor svømmedelen foregår fra øen, hvor Alcatraz-fængslet ligger, og over til fastlandet. Triathlon er også, siden 2000, på OL-programmet. OL-distancen indeholder 1500 m svømning i åbent vand.
I triathlon-konkurrencer skal der anvendes våddragt til svømmedelen, når temperaturen i vandet er under et vist niveau, som afhænger af hvor lang distancen er, og hvor længe atleten derfor er i vandet.

## Solosvømning
Solosvømning er den betegnelse, der bruges for gennemførelse af en åbent vand-svømning, som ikke er et motionsarrangement eller en konkurrence. Svømning over Den Engelske Kanal hører til solosvømning. Der finder en række solosvømninger sted hvert år. De syv største og formodet sværeste solosvømninger, The Ocean's Sevens (svarende til bjergbestigningens Seven Summits), er:
- Den Engelske Kanal mellem England og Frankrig, 34 km.
- San Pedro-kanalen (el. Catalina Channel) ud for Californiens kyst, 35,4 km.
- Cookstrædet mellem New Zealands nordø og sydø, 26 km.
- Nordkanalen mellem Irland og Skotland, 33,7 km.
- Molokai-kanalen mellem Oahu og Moloka'i-øerne på Hawaii, 43,4 km.
- Gibraltarstrædet mellem Europa og Afrika, 14,4 km.
- Tsugarustrædet mellem Honshu og Hokkaido i Japan, 19,5 km.

Solo-distancer følger standardiserede regler, traditioner og sportens ånd siden 1875, som blandt andet er svømning i badetøj, non-stop og uden assistance, hvorfor svømning i våddragt og med flere deltagere falder uden for denne kategori. 
Nogle steder er der organisationer, der står for at arrangere ture for de svømmere, som vil prøve kræfter med en lang distance. Dette er for eksempel tilfældet for svømmeture over Den Engelske Kanal og San Pedro-kanalen. Dette er praktisk af hensyn til planlægning af svømmeturen i forhold til for eksempel skibstrafik og tidevand. Svømmere der ønsker at svømme mere specielle steder, er ofte nødt til selv at sørge for hjælpere, leje af følgebåd og kontakt til lokale myndigheder for tilladelse til at svømme.

## Berømte åbent vand-svømninger

### Den Engelske Kanal
Den nok mest kendte åbent vand-distance, som efterhånden er blevet en klassiker, er den 34 km lange tur over Den Engelske Kanal. Den første kendte svømmetur over kanalen var kaptajn Matthew Webb, som den 24.-25. august 1875 krydsede kanalen på 21 timer og 45 min. Siden er der registreret mere end 2200 succesfulde svømmeture over kanalen. Mere end 1000 svømmere har taget turen, og flere har taget den mere end en gang. Den svømmer, der har svømmet over kanalen flest gange, er den engelske kvinde Alison Streeter, som har taget turen 43 gange. Den mandlige svømmer med flest ture er Kevin Murphy med 34 ture. For nogle svømmere er det ikke nok med en enkelt tur, og der er indtil nu (oktober 2009) registreret 20 dobbeltture (England-Frankrig-England) heraf to kvinder. Endelig er der registreret tre tripelture (England-Frankrig-England-Frankrig) heraf en kvinde. Det er også muligt at stille op som et hold med 2-5 svømmere, som hver svømmer en del af den samlede distance. Den hidtil hurtigste herresvømmer er Petar Stoychev fra Bulgarien, som den 24. august 2007 svømmede turen på 6 timer og 57 minutter, mens den hurtigste kvinde er den tjekkiske svømmer Yvetta Hlaváčová, som i 2006 svømmede i tiden 7 timer og 25 minutter.
Det er siden 1927 Channel Swimming Association (CSA), der står for turene, og en svømmer, der ønsker at krydse kanalen skal bestille båd med kaptajn gennem CSA. Sæsonen er relativt kort, da der skal tages hensyn til vandtemperaturen, hvilket betyder, at relativt få svømmere får chancen hvert år. Ved svømning over kanalen er det kun tilladt at benytte almindeligt svømmetøj.
Siden 1926 er i alt syv svømmere omkommet på turen over kanalen. De seneste dødsfald skete i 2001 og 2012 

### San Pedro-kanalen
Svømmeturen over San Pedro-kanalen ud for Californiens kyst er godt 35 km og i sværhedsgrad sammenlignelig med turen over Den Engelske Kanal. Den første svømmetur fra Santa Catalina Island til Point Vicente på Californiens kyst fandt sted i 1927. Amerikaneren William Wrigley havde set hvilken opmærksomhed, der var omkring de svømmere, der havde svømmet over Den Engelske Kanal. Han arrangerede derfor en konkurrence, hvor den hurtigste svømmer vandt 25.000 dollar. 102 svømmere stillede til start, men kun en enkelt, canadieren George Young gennemførte i tiden 15 timer og 44 minutter. Den første svømmer som gennemførte en dobbelttur, var danskeren Greta Andersen, som i 1958 gennemførte turen fra Catalina til fastlandet og tilbage igen på 26 timer og 53 minutter og samtidig slog den eksisterende rekord på den første enkelttur. Siden 1927 har 173 svømmere (pr. 7. oktober 2009) krydset kanalen, mens 65 hold bestående af tre svømmere på hvert har gennemført turen. Heraf har seks svømmere gennemført en dobbelttur.
Svømmeture over San Pedro-kanalen skal, ligesom over Den Engelske Kanal, gennemføres uden andre hjælpemidler end svømmebriller. Der skal bæres almindeligt badetøj for at en svømmetur anerkendes.

### Vansbrosimningen
Vansbrosimningen er et motionssvømmearrangement og åbent vand-konkurrence, som finder sted i Vansbro, Sverige, og er det ældste åbent vand-arrangement i Skandinavien. Det er også det største målt på antallet af deltagere. Vansbrosimningen fandt første gang sted i 1950, og frem til og med 1955 var det hovedsageligt lokale svømmere, der deltog. I 1956 blev der første gang kåret en vinder, og siden har arrangementet også været en konkurrence. Den oprindelige distance, Vansbrosimningen, er på 3000 m, der svømmes med 2000 m med strømmen i Vanån og 1000 m mod strømmen i Västerdalälvan. I 1992 blev der indført et særligt kvindeløb, Tjejsimmat, på 1000 m, og senere er også Vansbro Halvsim (1500 m), Vansbro Ungdomssim (1500 m) og Vansbro Kortsim (1000 m) kommet til. I 2007 blev der indført et svensk mesterskab på 5000 m. Arrangementet foregår nu over en hel weekend, hvor de forskellige distancer svømmes fordelt på fredag-søndag. I 2011 blev der i forbindelse med Vansbrosimningen afholdt officielt nordisk mesterskab i åbent vand på 10 km og på 5 km.

## Udstyr
Det kræver ikke meget udstyr at deltage i et åbent vand-svømmearrangement. En svømmedragt og et par svømmebriller er uundværlige, og desuden stiller mange arrangører krav om at der benyttes en badehætte i en kraftig farve, således at svømmeren lettere kan ses på afstand. Ved mange arrangementer stilles en badehætte til rådighed, til låns eller til eje. Badehætten hjælper desuden mod afkøling, idet op til 20 procent af varmeafgivelsen sker gennem hovedet. Af samme grund kan det være en fordel at benytte ørepropper, som samtidig mindsker risikoen for øreinfektioner.
Til nogle arrangementer og til triathlon-konkurrencer er det tilladt at anvende våddragt, men ofte deltages der så udenfor konkurrence. Til alle åbent vand-arrangementer i Danmark, på nær DM, anbefales det at benytte våddragt, da vandtemperaturerne i de danske søer og farvande ofte er så lave, at det ikke er muligt at opholde sig længe i vandet uden at blive underafkølet. Selvom man ikke bruger våddragt, kan det være en fordel at benytte svømmedragter, der dækker så meget som muligt af kroppen, både af hensyn til varmetab, men også mod at blive forbrændt over store dele af kroppen, hvis der er mange brandmænd i farvandet. På både korte og lange distancer, kan svømmeren med fordel påføre vaseline ved våddragtens og/eller svømmedragten kanter, for at undgå slidsår, som hurtigt kan opstå efter specielt længere tids ophold i vand.
Det kan være en fordel at anvende svømmebriller med mørkt glas og evt. spejlglas, hvis der skal svømmes i solskinsvejr for at undgå at blive blændet af solen. Hvis det er overskyet og/eller mørkt er det derimod ofte en fordel med helt klare glas, da det ellers kan være vanskeligt at orientere sig. Svømmebriller, som er overfladebehandlet med et antidugmiddel, er også med til at forbedre sigtbarheden.
Ved svømning i stærkt solskin, er det en god idé at benytte vandafvisende solcreme, som beskyttelse mod solskoldning.
Det kan være praktisk at svømme med en havtaske til opbevaring af f.eks. nøgler eller mobiltelefon. En havtaske er et oppusteligt objekt i en kraftig farve, som spændes fast om livet på svømmeren. Den flyder ovenpå og svømmeren lægger ikke mærke til den under svømningen. Den kraftige farve, typisk orange, øger svømmerens synlighed i vandet, og bidrager dermed også til større sikkerhed ved svømningen.

## Teknik

### Starten
Svømmerne starter ofte i grupper og er inddelt efter, hvor hurtigt de formodes at svømme. I nogle professionelle åbent vandløb er der desuden enkeltstarter, hvor svømmerne starter alene og svømmer hele turen alene, medmindre de bliver indhentet af den næste svømmer. Ved professionel åbent vand-svømning er der ofte hård kamp fra starten, da alle svømmerne forsøger at være med helt i front. Det er ikke ualmindeligt, at en stor gruppe svømmere forbliver i en samlet gruppe under hele løbet. Ved at svømme tæt bagved en anden svømmer kan man desuden drage fordel af at ligge i læ for vinden.
Starten kan foregå på land eller i vand. Hvis vandet ved startstedet er dybt nok, kan starten ske ved et hovedspring. I nogle tilfælde vil det være nødvendigt at gå eller løbe ud i vandet, indtil det bliver dybt nok til at svømme.

### Svømningen
Ved stort set alle åbent vand-arrangementer benyttes fri svømning. Det betyder, at de fleste vil svømme crawl, da det er den hurtigste svømmeart. Ved motionsarrangementer er det dog almindeligt at se svømmere benytte rygcrawl eller brystsvømning.
Ved svømning i åbent vand kan svømmeren ikke som ved svømning i bassin orientere sig efter en stribe på bunden. Ofte er vandet, der svømmes i, uklart og så dybt, at bunden ikke kan ses. Svømmeren må derfor løfte sig fri af vandet for at kunne orientere sig, og det må gøres relativt ofte, da vind og strøm hele tiden påvirker svømmeretningen. I roligt vejr er orienteringen forholdsvis let, men langt fra mål kan det være vanskeligt at få øje på dette. Svømmeren har derfor inden start forsøgt at finde pejlemærker i nærheden af mål, som kan ses nede fra vandet. Ved høj bølgegang er det en fordel for svømmeren at orientere sig ved at hæve hovedet, mens han eller hun befinder sig på toppen af en bølge. Ved mange arrangementer lægges der endvidere bøjer ud som svømmerne kan navigere efter undervejs.
På lange strækninger, typisk 10 km og derover, er der forplejningsstationer på ruten, hvor en hjælper ved hjælp af en stang kan række væske til svømmeren. Det vil typisk være vand eller sportsdrik, men på meget lange distancer kan det være nødvendigt for svømmeren at få varme drikke eller suppe, eller endda fast føde som f.eks. små sandwiches el.lign. Selve forplejningen foregår ved, at svømmeren svømmer hen til stangen og tager den beholder, som forplejningen befinder sig i, vender sig halvt om på ryggen og drikker eller spiser, kaster beholderen fra sig og svømmer videre. Hele manøvren kan klares på mindre end 10 sekunder.

### Afslutningen
Nogle løb afsluttes i vandet, ved at svømmerne skal trykke på en plade eller bliver registreret med en chip- eller stregkodelæser. Ved andre løb skal svømmerne op af vandet, eksempelvis hvis løbet slutter på en strand. I sidstnævnte tilfælde vil svømmeren ofte med fordel svømme så tæt på bredden som muligt og først rejse sig op for at gå eller løbe det allersidste stykke for at undgå vanskeligheden ved at løbe i vand, hvor fødderne ikke kan løftes op over vandoverfladen.

## Sikkerhed
Ved konkurrencer og motionsarrangementer er der altid stort fokus på svømmernes sikkerhed, og der vil altid være både i vandet, som følger svømmerne under hele svømmeturen. Ofte er der også livreddere på rescue boards eller i kajakker, som kan assistere en svømmer i nød, indtil en båd kan samle ham eller hende op. Ved solosvømning er der også altid en følgebåd, hvor der skal være mindst én person udover kaptajnen. Denne person skal blandt andet sørge for forplejning til svømmeren og holde kontakt med svømmeren for at sikre at denne, efter omstændighederne, har det godt. Det er vigtigt, at personen på båden hele tiden holder øje med situationen og vurderer, om det er nødvendigt at afbryde svømningen. Typiske problemer, der kan opstå, er underafkøling og træthed.

### Dyreliv
Afhængigt af hvor et åbent vand-arrangement foregår, kan der opstå problemer i forhold til det lokale dyreliv. Det er ofte mødet med forskellige arter af brandmænd, som kan give svømmerne problemer. De brandmænd, man kan møde i Danmark, er ikke livsfarlige, men det giver svien og smerte, og hos nogle også vabler, hvis man bliver ramt af deres tentakler, hvilket kan være meget ubehageligt. Personer, der er allergiske over for brandmændenes gift, kan udvikle ganske voldsomme reaktioner, og det kan være nødvendigt at afbryde svømningen. I andre dele af verden findes der gopletyper, som hører til verdens giftigste dyr. Et eksempel er havhvepsen, som hovedsageligt lever i Australien, og som er et problem på den australske nordkyst i sommermånederne.
En svømmer, som er blevet ramt af en brandmand, kan reducere ubehaget ved at barbere det ramte sted for at fjerne uåbnede nældeceller, der vil kunne give yderligere smerte, eller ved at afvaske stedet med eddike. Smerten aftager typisk efter nogle timer. Derimod kan afvaskning af det brændte sted med ferskvand få flere nældeceller til at gå i stykker og frigive mere gift.
Af sikkerhedsmæssige årsager afholdes der normalt ikke åbent vand-arrangementer i hajfyldte farvande. Men der er dog eksempler på solosvømmeture på steder, hvor der er risiko for at møde hajer. I sådanne tilfælde bør der være en person om bord på følgebåden, som har erfaring med hajer og har de rette våben til rådighed, hvis det skulle blive nødvendigt.
Svømmeren kan også møde for eksempel fisk, der som oftest ikke er farlige, men det kan være ubehageligt at svømme ind i en stime fisk, og der findes eksempler på svømmere, som har fået fisk ind under deres svømmedragter.
Nogen steder kan der være risiko for at møde igler, som bider sig fast på kroppen. Biddet er dog relativt smertefrit, og iglerne kan fjernes ved at brænde dem med en tændstik.

### Hypotermi
Hypotermi er den medicinske betegnelse for underafkøling, hvilket åbent vand-svømmere ofte udsættes for. Varmetab foregår hurtigere i vand end i luft, og jo koldere vandet er, desto hurtigere bliver svømmeren afkølet. I triathlon og ved mange motionsarrangementer reduceres problemet ved at benytte våddragt.
Ved solosvømmeture, som f.eks. turen over Den Engelske Kanal, og ved officielle mesterskaber efter FINAs regler er det ikke tilladt at anvende våddragter. Ved mesterskaber er der derfor af hensyn til svømmernes sikkerhed sat en nedre grænse for vandtemperaturen på 16 °C for afviklingen af arrangementet.
Åbent vand-svømmere uden våddragt oplever ofte en mild form for hypotermi, hvor der optræder gåsehud, begyndende rystelser og blålig hudfarve. Det sker, når kropstemperaturen når ned omkring 34-36 °C. Denne form for hypotermi kan ofte afhjælpes ved at give svømmeren varmt tøj på og noget varmt at drikke. Hvis kropstemperaturen falder til omkring 30-34 °C, begynder der desuden at optræde koncentrations- og talebesvær. Nogle svømmere vil i sådan en situation stadig være i stand til at afslutte det løb, de er i gang med, mens andre må hjælpes ud af vandet og tilses af en læge. Hvis kropstemperaturen kommer under 30 °C, er der stor risiko for at miste bevidstheden, og der er alvorlig risiko for at miste livet. Væskemangel øger risikoen for hypotermi, og på længere ture må svømmeren indtage væske undervejs, helst let opvarmet te eller suppe, som kan tilføre lidt varme.

## Åbent vand-svømning i Danmark
I Danmark er åbent vand-svømning vokset støt i de senere år. Det forgår dog hovedsageligt som uorganiseret idræt. Flere og flere svømmeklubber er dog begyndt at tage svømning i åbent vand, ofte i kombination med svømmeundervisning i crawl for voksne, op som aktivitet. Eksempelvis har Gentofte Svømmeklub aktiviteten "Kom og crawl med" på programmet, hvor der er særligt fokus på crawlteknik, idet crawl er den stilart, der er mest praktisk når man svømmer med våddragt i åbent vand. En lignende aktivitet, som indeholdt både teknisk træning indendørs, svømning udendørs i Limfjorden og deltagelse i arrangementet Limfjordskrydseren, startede Svømmeklubben Nord i Nørresundby op i 2013. Endvidere er der flere og flere svømmere, der via sociale medier, finder sammen i svømme- og træningsfællesskaber. Et eksempel på dette er begivenheden Svøm Ud, som markerer den officielle start på åbent vand-sæsonen, og finder sted første søndag i maj hvert år. I starten var det kun i Københavnsområdet, men flere og flere steder i landet dukker der Svøm Ud-arrangementer op, organiseret af deltagerne selv.

### Åbent vand arrangementer
I 1980'erne blev der afholdt nogle få danske mesterskaber i åbent vand-svømning. Først i 2005 dukkede det første egentlige motionsarrangement i åbent vand op. Det var Vejle Fjordsvøm, hvor deltagerne svømmede ca. 1,3 km i Vejle Fjord lige øst for Vejlefjordbroen med mål på Albuen Strand på nordsiden af fjorden. I 2005 deltog 110 svømmere, og i 2009 var deltagerantallet vokset til over 300.
I 2006 kom Odense Open Water og Christiansborg Rundt til. I Odense blev der svømmet i Odense Kanal og Fjord, der var 1000 m for motionister, samt 5000 og 10.000 m for både motionister og som DM. Odense Open Water blev aflyst i 2008 pga. for dårlig vandkvalitet.
Christiansborg Rundt havde ved begyndelsen i 2006 ca. 200 deltagere, og i 2009 stillede ca. 1000 til start. I begyndelsen var ruten 1900 m, men den er siden blevet udvidet til 2000 m. I 2009 blev der for første gang afholdt World Cup i 10 km åbent vand-svømning i København, hvor deltagerne skulle 5 gange rundt om Christiansborg. I 2010 blev Christiansborg Rundt udvidet med en holdkonkurrence, Krüger-stafetten, som bestod af 4x500 m svømning.
Andre tilbagevendende åbent vand-konkurrencer i Danmark er Amager Open Water, Limfjordskrydseren og Randers Open Water. I 2009 var der premiere på Vikinge Svøm Roskilde, en 2,5 km lang tur i Roskilde Fjord med slut ved vikingeskibsmuseet. I 2010 kom to nye arrangementer, Århus Open Water og Esrum Open Water, til, og Silkeborg Open Water blev genoptaget efter to års pause.
I 1907 blev der afholdt en landskamp mellem Danmark og Sverige i svømning over Øresund. Dette arrangement, Øresundssimmet, blev genoptaget i 2007, 100 år efter den første landskamp, og blev herefter gennemført i 2008 og 2009. I 2007 og 2008 stillede hvert land med to herrer og to damer. I 2009 deltog kun en herre og en dame fra hvert land. Arrangementet har ikke været afholdt siden 2009, da det ressourcemæssigt er et meget krævende arrangement.
I 2013 var antallet af åbent vand-arrangementer i regi af Dansk Svømmeunion oppe på 18. Med undtagelse af Fyn er arrangementerne er spredt geografisk over hele landet.
Deltagerantal ved åbent vand-arrangementer i Danmark siden 2006:
| Arrangement                  | 2006 | 2007 | 2008 | 2009 | 2010 | 2011 | 2012 | 2013 |
| ---------------------------- | ---- | ---- | ---- | ---- | ---- | ---- | ---- | ---- |
| Vejle Fjordsvøm              | 150  | 200  | 200  | 350  | 460  | 478  | 503  | 518  |
| Christiansborg Rundt         | 260  | 500  | 600  | 1000 | 1100 | 1081 | 1105 | 2040 |
| Odense Open Water            | 70   | 70   | -    | -    | -    | -    | -    | -    |
| Amager Open Water            | 17   | 70   | 115  | 135  | 135  | 157  | 162  | 201  |
| Limfjordskrydseren           |      | 200  | 220  | 250  | 232  | 292  | 301  | 364  |
| Silkeborg Open Water         | 25   | -    | -    | 50   | 60   | 100  | 79   | 106  |
| Randers Open Water           |      |      | 135  | 160  | 172  | 217  | 242  | 296  |
| Vikinge Svøm Roskilde        |      |      |      | 110  | 175  | 217  | 202  | 257  |
| Holstebro Open Water         |      |      |      | 50   | 70   | 78   | 69   | 35   |
| Århus Open Water             |      |      |      |      | 38   | 51   | 48   | 41   |
| Esrum Open Water             |      |      |      |      | 240  | 253  | 276  | 201  |
| Palmestranden Open Water     |      |      |      |      |      |      | 79   | 88   |
| Herning Open Water           |      |      |      |      |      |      | 75   | -    |
| Rold Skov Open Water         |      |      |      |      |      |      | 87   | 115  |
| Race by the Sculpture, Århus |      |      |      |      |      |      |      | 156  |
| Kolding Open Water           |      |      |      |      |      |      |      | 77   |
| Sønderjysk Open Water        |      |      |      |      |      |      |      | 57   |
| Mariager Fjord Open Water    |      |      |      |      |      |      |      | 91   |
| Total                        | 497  | 1040 | 1270 | 2105 | 2682 | 2924 | 3228 | 5198 |

Kilde: Dansk Svømmeunion

## Åbent vand-svømmere

### Danskere
- Mille Gade – var den første dansker som svømmede over Den Engelske Kanal i 1926. Hun var samtidig den anden kvinde og den syvende svømmer i alt på strækningen.
- Jenny Kammersgaard – svømmede som den første nogensinde i 1937 fra Sjællands Odde til Grenå. Hun svømmede også fra Gedser til Warnemünde - eller rettere Nienhagen og blev sejlet til Warnemunde for at blive fejret (dog med fysisk kontakt af person i vandet og hjælp ind til lavt vand, hvilket ville have diskvalificeret hende i forhold til de gamle traditionelle regler som blandt andet registreret og observeret svømning over den Engelske kanal bygger på) og svømning to gange over Den Engelske Kanal.
- Greta Andersen – svømmede i perioden 1957-1965 over Den Engelske Kanal seks gange. Hun har også svømmet over San Pedro-kanalen og gennemført en række andre åbent vand-distancer.
- Helge Jensen (dansk-canadier) – satte i 1960 rekord i svømning over Den Engelske Kanal med tiden 10 timer og 23 minutter. Rekorden stod i 10 år før den blev slået. Han er optaget i åbent vand-svømningens Hall of Fame.
- Mathilde Riis Sørensen – nuværende dansk åbent vand-svømmer, som i 2009 har markeret sig blandt de bedste åbent vand-svømmere i verden på FINAs Open Water Marathon Swimming World Cup.

### Danskere - Svømning ivåddragtog med assistance
Med én eller flere faktorer (modsat regler, traditioner og sporten ånd) der ville diskvalificere disse svømmere i henhold til solo-svømning, der ikke har ændret sig signifikant siden 1875, hvor Kaptajn Matthew Webb blev første registreret person til at svømme over den Engelske Kanal uden assistance og med observatør.
- Svømning i våddragt, med assistance, drafting, forlod vandet, kontakt med følgebåd eller anden fysisk kontakt, manglende observatører (dokumentation).
- Hans Henrik H. Heming – svømmede i 2013 Amager rundt på 17 timer og tre kvarter.
- Thorbjørn Aaboe og Christina Hedegård svømmede i 2016 fra Gniben Sjællands Odde til Grenå på Djursland - 38 km på 12 timer.

### Udlændinge
- Thomas Lurz – tysk svømmer, som er dobbelt verdensmester på 5 og 10 km ved VM i Rom, 2009 og vinder af mange afdelinger af FINAs Open Water Marathon Swimming World Cup i 2009.
- Poliana Okimoto – brasiliansk svømmer, som har vundet mange afdelinger af FINAs Open Water Marathon Swimming World Cup i 2009.
- Petar Stoychev – tidligere indehaver af den hurtigste tid over Den Engelske Kanal. Hans tid blev slået den 8. september 2012 af den nuværende rekordholder, Australieren Trent Grimsey.
- François Kofoed Moneaux - belgisk statsborger bosiddende i Danmark svømmede i 2017 Beltquerung (www.beltquerung.de) over Femern bæltet en strækning på 21 kilometer ifølge de gamle traditionelle regler for gennemførelse for en solo-svømning på over 10 kilometer iført badebukser, uden assistance, non-stop, med observatør mv.